# Victor Hubinon
Victor Hubinon (26 de abril de 1924 - 8 de enero de 1979) fue un historietista belga, conocido por las series Buck Danny y Barbarroja. 

## Biografía

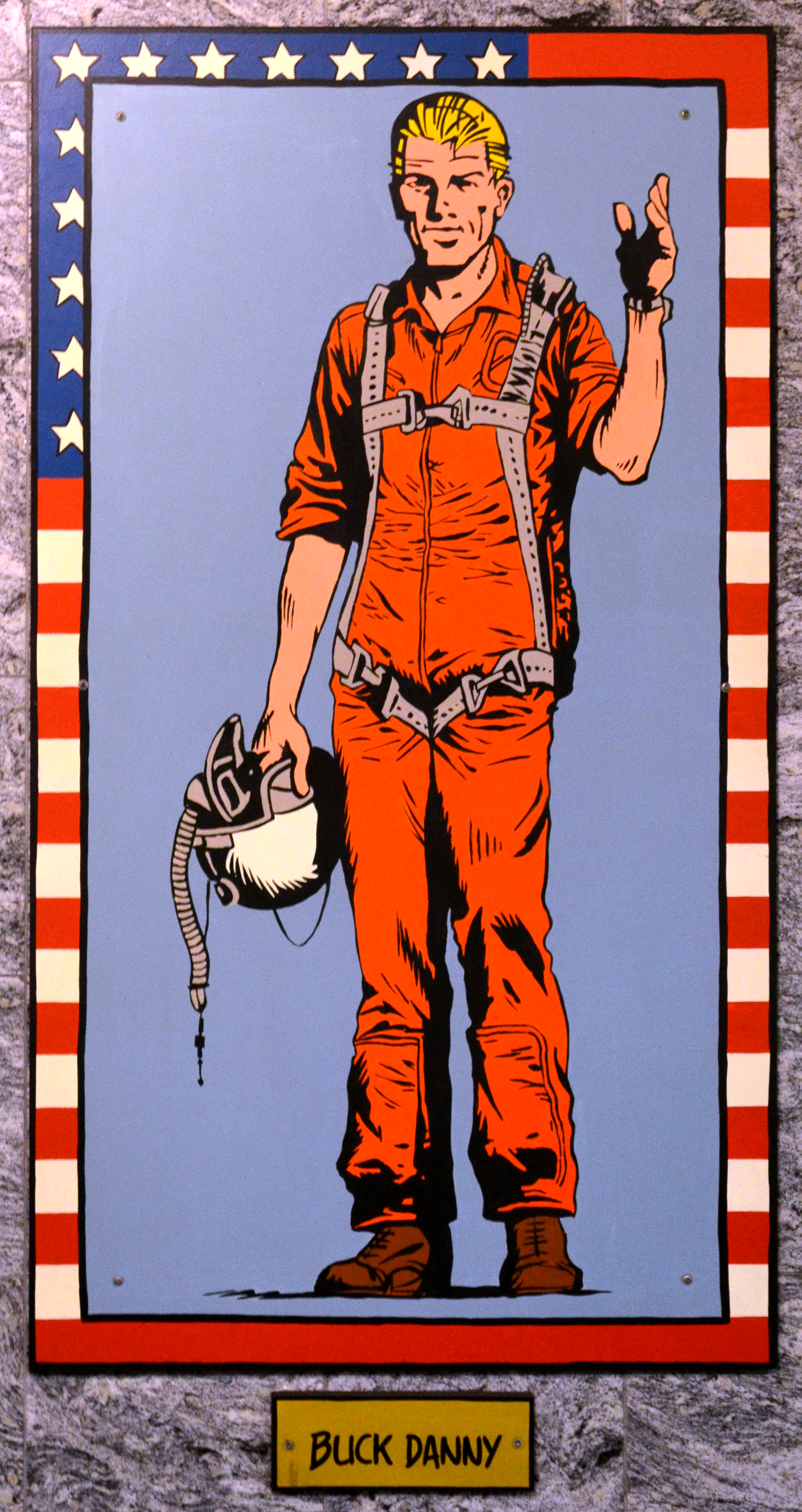
Mural de Buck Danny en Charleroi, Bélgica

Victor Hubinon nació en Angleur, Bélgica, en 1924. Estudió en la Academia de Artes de Lieja y posteriormente huyó a Inglaterra durante la Segunda Guerra Mundial, donde sirvió en la Marina Real. Tras el fin de la guerra regresó a Bélgica, y a la edad de 22 años empezó a trabajar como ilustrador para el periódico La Meuse. Consiguió un contrato con el empresario y periodista Georges Troisfontaines, fundador de la agencia de prensa "World Press". Allí, Hubinon conoció a Jean-Michel Charlier, otro ilustrador de la agencia. Colaboraron en una historieta corta, pero Troisfontaines creó para ellos un nuevo héroe, Buck Danny, que trataba sobre un trío de pilotos estadounidenses ficticios en la Segunda Guerra Mundial. Tras haber escrito las primeras quince páginas, Troisfontaines se retiró del proyecto, el cual Charlier y Hubinon continuaron por su cuenta. Muy pronto, Charlier dejó de dibujar y se especializó en escribir las historias, mientras que Hubinon se encargaba de todo el arte. Esta tira apareció en la revista Spirou, semanario de historietas de la editorial Dupuis, convirtiéndose durante las siguientes tres décadas en una de las series más populares y duraderas de la revista. Tras 50 años, más de 20 millones de álbumes se habían vendido. Algo inusual de la serie fue que se mantuvo actualizada de manera muy firme con los circunstancias contemporáneas, de forma que los héroes siempre volaban en los aviones más recientes y participaban en eventos actuales.
Hubinon experimentó con historias humorísticas y caricaturescas en sus primeros años como historietista. Llegó incluso a escribir una de las historias de Blondin y Cirage, dos héroes creados por Jijé, pero a partir de entonces, la serie volvió a Jijé, y Hubinon se mantuvo principalmente en su obra realista, incluyendo Buck Danny, biografías de Surcouf, Stanley y Jean Mermoz, y un recuento ficticio de la Batalla de Tarawa.
En 1959, Charlier y algunos de sus amigos como René Goscinny, crearon la nueva revista Pilote. Charlier escribió para Hubinon la serie realista de piratas Barbarroja, que continuaría durante un par de décadas. La tripulación pirata de esta serie sirvió de inspiración para su equivalente cómica en la otra serie principal de Pilote, Asterix.
En 1977, Hubinon creó una nueva serie, La Mouette, con guiones de Gigi Maréchal. Murió en 1979 de un infarto, antes de que se terminara la segunda parte de la serie.

## Premios y honores
- 1971: Mejor obra de arte realista en el Prix Saint-Michel, Bruselas, Bélgica
- El asteroide 301511 Hubinon, descubierto por el astrónomo aficionado francés Bernard Christophe en 2009, fue nombrado en su memoria. La cita oficial fue publicada por Minor Planet Center el 12 de marzo de 2017 (M.P.C. 103971).